# Черна пантера
Вижте пояснителната страница за други значения на Пантера.
Черна пантера е име, с което се наричат представителите на няколко вида големи котки, представляващи особен генетичен вариант с типична форма на меланизъм. Черната пантера не е самостоятелен вид котка. В зависимост от географското положение с определението черна пантера се наричат големите котки, както следва – в Латинска Америка са черните ягуари, в Азия и Африка са черни леопарди, в Азия, макар и по-рядко се използва за черни тигри, а в Северна Америка. Черна пантера може да се наричат черните ягуари, евентуално черни пуми (макар че това не е доказано със сигурност) или по-малки котки.
Интересен факт е, че на определени места черните пантери са смятани за криптиди. Пример за това са части от САЩ, Великобритания и Австралия. В зоопарковете черните пантери са черни форми на ягуар и леопард.

## Меланизъм
Меланизмът при ягуара се дължи на фенотипната проява на доминантни алели, докато при леопарда е в резултат на рецесивен алел. При по-внимателно вглеждане в козината на черните котки показва, че типичната окраска е налице, но ивиците или петната остават скрити на фона на черната козина в съседство. В едно котило могат да се родят едновременно малки с характерна за вида окраска и такива с черна козина. Смята се, че меланизмът може да предостави селективно предимство при определени условия. Причината за това е, че котки с меланизъм се срещат по-често в райони с гъста гора, където нивата на осветеност са по-ниски. Последни проучвания сочат, че е възможно меланизмът да е свързан и с полезните мутации на имунната система.

## Черен леопард
Черни леопарди са наблюдавани в райони с гъсти гори в югозападен Китай, Мианмар, Асам, Непал и различни части на Индия. Случва се така, че черните леопарди на остров Ява и южната част на Малайския полуостров е повече от тези с характерната за вида шарка. Черните леопарди са по-слабо разпространени в Африка. По-често срещани са в планините на Етиопия и Кения. Черните леопарди са най-честите представители на черните пантери отглеждани в плен. Това се дължи и на по-продължителна селекция на черните индивиди както в зоопаркове, така и в частни колекции. Установено е, че черните леопарди са по-малко плодовити от представителите с нормална окраска. Женските раждат средно от 1,8 до 2,1 малки на едно котило. Вероятно това се дължи на ибмрийдингова депресия.

## Черен ягуар
При ягуарите алелът за черен цвят е доминантен и се проявява в поколението на двойка, при която поне един от родителите е черен. Установено, е че той е непълно доминантен и затова е възможно индивидите да бъдат непълно черни. Така се срещат черни ягуари с тъмен цвят на козината на фона на който се открояват черните шарки характерни за вида. В зоопарк в Канада черен ягуар се чифтосва с лъвица. От родените малки едното е било черно на цвят, а другото петнисто. Това показва, че вероятно алелът за черен цвят на козината при лъва е също доминантен.

## Черна пума
Няма сигурни случаи на фотографирана или застреляна черна пума. Черни пуми не са развъждани и в плен. Съществуват несигурни сведения за наблюдавани черни пуми в различни щати на САЩ. Във фолклора на индианците чокто черните пантери както и бухала символизират смъртта.

## Псевдомеланизъм
Псевдомеланизмът е непълна форма на меланизъм. Нарича се още абундизъм и е характерна при леопардите. Абундизмът е състояние, при което се наблюдава усилена пигментация на кожата, при което оцветяването остава неравномерно. При тази форма на меланизъм петната или черните ивици могат да се разширят като така се сливат и придават окраска наподобяваща, но нехарактерна за вида. Меланизмът и абундизмът се проявяват в резултат на мутация, но могат да възникнат и в резултат на други фактори. Такъв може да бъде температурата по време на бременността, която да повлияе на транскрипцията и транслацията на гените.

## Черната пантера в изкуството и хералдиката
Мъжката черна пантера (черен леопард) е един от главните герои на в Книга за джунглата на Ръдиард Киплинг. В хералдиката черната пантера винаги е изобразявана като разярено животно, което е с добродушно изражение (макар и огенедишащ), притежаваща мек глас и приятен мирис. Черната пантера е била изобразявана на герба на херцозите на Каринтия. Днес е изобразена на герба на Габон и символизират бдителността и храбростта на държавния глава, който защитава нацията.

## Инцидент в България
На 19.06.2025 в района на Шуменското плато е забелязан вероятно избягал от стопанина си, отглеждан незаконно черен леопард. Полицията се опитва безуспешно да го залови. Черната "шуменска" пантера бързо си създава голяма популярност и става повод за много анекдоти, шеговити колажи и песни.